# Pseudhymenochirus merlini
Genre
Espèce
Statut de conservation UICN

 LC  : Préoccupation mineure
Pseudhymenochirus merlini, unique représentant du genre Pseudhymenochirus, est une espèce d'amphibien de la famille des Pipidae.

## Répartition
Cette espèce est endémique du Centre-Ouest de l'Afrique. Elle se rencontre, :
- dans l'ouest de la Guinée ;
- dans le sud de la Guinée-Bissau ;
- dans l'ouest du Sierra Leone.

## Étymologie
Cette espèce est nommée en l'honneur de Martial Merlin.

## Publication originale
- Chabanaud, 1920 : Contribution à l'étude de la faune herpétologique de l'Afrique occidentale - Note préliminaire sur les résultats d'une mission scientifique en Guinée française (1919-1920). Bulletin du Comité d'études historique et scientifiques de l'Afrique occidentale française, vol. 3, p. 489-497 (texte intégral).